# Кикладская цивилизация
Кикладская цивилизация (греч. Κυκλαδικός πολιτισμός) — археологическая культура бронзового века, распространённая в 3—2 тысячелетиях до н. э. на островах Киклады. Первые поселения человека на островах относятся ко времени среднего (Мавроспилия на Миконосе) и позднего неолита (Салиагос между Паросом и Андипаросом), то есть к 5—4 тысячелетиям до н. э. В это время на острове Милос стал добываться обсидиан, который затем получил распространение (путём обмена) во всём Восточном Средиземноморье.

## История
Расцвет Кикладской цивилизации относится к раннему бронзовому веку. Возникли поселения, укреплённые стенами с башнями (Кастри на Сиросе). Погребения совершались в каменных ящиках — цистах, затем в купольных гробницах. Известны медные и серебряные украшения, орудия труда и оружие. Керамика (амфоры, кувшины, пиксиды с нарезной, вырезной и штампованной орнаментацией) имеет различный характер в разных хронологических группах.
 Замечательны статуэтки и статуи из мрамора, изображающие воинов, музыкантов, женщин с детьми. В конце 3-го тысячелетия до н. э. появляются первые поселения городского типа (Филакопи). Во 2-м тысячелетии до н. э. Кикладская цивилизация испытывает сильное влияние со стороны минойской цивилизации и элладской цивилизации. Керамика (пифосы, кувшины) характеризуется матовой росписью. После 1400 до н. э. широко распространилась позднемикенская керамика, и Кикладская цивилизация потеряла свою самостоятельность.
Самоназвание жителей Киклад неизвестно; Геродот называет их лелегами. Народ лелеги упоминается и другими греческими источниками, которые говорят об их порабощении и последующей ассимиляции карийцами.
Археологи отмечают сходство кикладской цивилизации с другими цивилизациями Средиземноморья бронзового века. В частности, вал близ Халандриани (остров Сирос, около 2400—2200 гг. до н. э.) по конструктивным особенностям весьма близок валу в Вила-Нова-де-Сан-Педру.

## Хронология
| Раннекикладский I (ECI)      | 3100/3000 – 2650 до н. э.      | Культура Гротта-Пелос              |  |
| Раннекикладский II (ECII)    | 2650 - 2450/2400 до н. э.      | Культура Керос-Сирос               |  |
| Раннекикладский III (ECIII)  | 2450/2400 - 2200/2150 до н. э. | Культура Кастри                    |  |
| Среднекикладский I (MCI)     | 2050/2000 - 1900/1850 до н. э. | Филакопи                           |  |
| Среднекикладский II (MCII)   | 1900/1850 - 1700 до н. э.      | Ассимиляция минойской цивилизацией |  |
| Среднекикладский III (MCIII) | 1700 - 1675 до н. э.           | Ассимиляция минойской цивилизацией |  |
| Позднекикладский I (LCI)     | 1675 - 1500 до н. э.           | Ассимиляция минойской цивилизацией |  |
| Позднекикладский II (LCII)   | 1500 - 1450 до н. э.           | Ассимиляция минойской цивилизацией |  |
| Позднекикладский III (LCIII) | 1450 - 1100 до н. э.           | Ассимиляция минойской цивилизацией |  |

## Палеогенетика
У раннекикладского образца Kou01 (Koufonisi, ранний бронзовый век, 2464–2349 годы до н. э.) определили митохондриальную гаплогрупу K1a2c и Y-хромосомную гаплогруппу J2a-M410, у образца Kou03 (2832–2578 годы до н. э.) определили митохондриальную гаплогрупу K1a.